# Jardí de Quint Licini
El jardí de Quint Licini és un jaciment arqueològic d'època romana de Badalona (Barcelonès), declarat bé cultural d'interès nacional.
Actualment museïtzat forma part del conjunt d'espais del Museu de Badalona, està situat al soterrani de la plaça de l'Assemblea de Catalunya, 3. Es tracta d'un antic jardí d'una domus romana de la ciutat de Baetulo, al centre del qual hi havia una piscina, avui només conservada parcialment.

## Descripció
Es tracta d'un espai interpretat com un jardí, que tenia al centre un estany de planta rectangular de 13,30 m de llargada per 6,30 d'amplada i una profunditat d'1 a 1,22 m, actualment conservada només parcialment. Els dos extremes acabaven en dues exedres semicirculars i en un dels angles hi havia cinc graons que facilitaven la baixada a dintre de la piscina.
El jardí pertanyia a una domus o casa benestant romana de finals de segle i. Estava tancat amb un mur i a l'interior d'aquest mur hi havia on corredor on s'obrien quatre habitacions de la casa.

## Història
L'espai formava part d'una gran casa senyorial romana, datada a finals de segle I dC. Es creu que aquesta casa va pertànyer al patrici Quint Licini Silvà Granià, de quin pren el nom, perquè en una de les habitacions es va trobar la tabula hospitalis, un document de bronze que recull un pacte d'hospitalitat celebrat el 8 de juny de 98 dC entre els ciutadans de Baetulo i el mateix Quint Licini, que possiblement era l'amo de la casa.
La restes van ser descobertes el 1957 en excavar-se l'actual plaça de l'Assemblea de Catalunya. No va ser fins al 2007 quan es va dur a terme la museïtzació de l'espai per part del Museu de Badalona i obrir-lo al públic. Alhora es va procedir al seu estudi, per esbrinar quin era l'aspecte original i la vegetació que havia tingut el jardí a través d'anàlisis arqueobotàniques i de pol·len de diferents zones del jaciment. Quant als arbres es van detectar sobretot pins, per donar ombra, l'alzina carrasca i el roure, i en menor mesura el bedoll, l'olivera i l'avellaner; les plantes eren espècies comunes com margarida, camamilla, calèndula, crisantem, i també flors com anemones, matallops, englantines, borraines, entre d'altres.
L'espai va ser inaugurat el 29 de març de 2007 i va ser incorporat al conjunt romà de la ciutat de Baetulo. Està situat en un soterrani de l'edifici núm. 3 de la plaça de l'Assemblea de Catalunya, a tocar de l'edifici principal del museu.
En una excavació de 2011 es va trobar part de la domus a la qual pertanyia el jardí i que constituí la continuació del jardí de Quint Licini. D'aquesta actuació va destacar la troballa del mur de tancament del jardí i un tram del corredor a l'interior del mur, on s'obren diverses habitacions.

## Museïtzació
Actualment és visible una part de la piscina romana. S'ha ambientat l'espai perquè recordi a un jardí romà a través de la il·luminació, la incorporació de sons i una projecció de realitat virtual. D'altra banda, hi ha una exposició permanent on es poden veure algunes peces singulars del museu, com l'oscillum de marbre, i s'explica qui era la família Licínia i com eren els jardins de les cases benestants romanes.
El jardí és un espai visitable del Museu de Badalona, el segon diumenge de cada mes, a banda de realitzar-s'hi visites guiades.